# Euantha aucta
Euantha aucta är en tvåvingeart som först beskrevs av Christian Rudolph Wilhelm Wiedemann 1830.  Euantha aucta ingår i släktet Euantha och familjen parasitflugor. Inga underarter finns listade i Catalogue of Life.